# Alicia Fernández Fraga
Alicia Fernández Fraga  (Valdoviño, La Coruña, 21 de diciembre de 1992) es una jugadora de balonmano española.

## Mundial 2019
Fue medalla de plata en el Mundial de Japón 2019.